# Ферапонт Монзенский
Ферапонт Монзенский (ум. ок. 1597) — монах, преподобный Русской православной церкви.

## Биография
О детстве и мирской жизни Феодосия сведений практически не сохранилось, да и прочие биографические сведения о нём очень скудны и отрывочны. Известно, что он постригся в монашество в Воздвиженском монастыре города Костромы, по-видимому, уже в преклонных годах, так как прожил в монашестве всего 16 лет и перед смертью, по свидетельству современника, был «древен… годами».
Есть сведения, что ещё до принятия монашества Ферапонт «бывал» в городе Москве и жил там близ «дома» блаженного Василия, почему после любил называть себя «сожителем Васильевым, что на Москве». В Костромском монастыре он скоро явил себя высоким подвижником и вызвал глубокое уважение к себе настоятеля и братии монастыря и открытое почитание со стороны воеводы и граждан Костромы.
Избегая излишнего к себе внимания, он тайно ушел в пустынную, окружённую болотами и лесами местность на реке Монзе (в Галичском уезде) и предался здесь «новым подвигам». Древнее житие сообщает, что спустя некоторое время он стал чудесным образом являться наяву и во сне разным лицам, побуждая их к благим для них действиям и оставаясь для них неизвестным. Таким способом он внушил преподобному Адриану, поселившемуся с немногочисленной братией недалеко от него в запустевшем Благовещенском монастыре, намерение перенести монастырь на место своих подвигов на реке Монзе. Когда монастырь был окончен постройкою на новом месте, Ферапонт пришёл в обитель под видом странника и по просьбе настоятеля и братии остался в нём жить. Постепенно иноки и посетители монастыря узнали в нём чудесно являвшегося многим из них старца и стали чтить его как святого. Ферапонт прожил в монастыре до своей кончины два с половиной года, проводя почти всё время в уединённой молитве в лесах по другую сторону реки Монзы, предсказывая близким будущее, исцеляя больных и творя другие чудеса, которые не прерывались и после его смерти.
В Энциклопедическом словаре Брокгауза и Ефрона, скорее всего, ошибочно годом смерти преподобного назван 1591 год . Кандидат богословия и помощник начальника архива и библиотеки при Священном синоде Николай Туберозов на страницах Русского биографического словаря под редакцией Александра Половцова пишет, что Ферапонт Монзенский скончался «по всей вероятности, в 1598 или 1599 г.», однако «Православный календарь» пишет, что, «предузнав день своей кончины, святой простился с братией и мирно почил 12 декабря 1597 г.»
Мощи его почивают под спудом в Благовещенской церкви ныне упраздненного Монзенского монастыря. Память Ферапонта Монзенского чтится 27 марта и 12 декабря; он включен также в Собор Костромских святых.